# Briefzustellung
Die Briefzustellung ist die Auslieferung eines Briefes durch das jeweils beauftragte Beförderungsunternehmen an den Postempfänger.

## Zustellung von der preußischen Postverwaltung bis zur Deutschen Reichspost
Bei der preußischen Postverwaltung war es zuerst dem Empfänger überlassen die in den Posthäusern seit 1680 öffentlich aushängenden Karten über angekommene Briefe regelmäßig selbst einzusehen und Sendungen abzuholen. Auf Wunsch der Kunden ließen die Postmeister die Sendungen durch Privatdiener, gegen Zahlung des Bestelldreiers (3 Pfennige) oder Bestellkreuzers, die der Bote für seine Dienste behielt, austragen. Die Austragung von sogenannten „Ortssendungen“ im Aufgabeort, im Orts- oder Landzustellbezirk, sowie im Nachbarortsverkehr gegen das Zustellgeld war gestattet, wenn es das Fassungsvermögen der Tasche des Boten zuließ.
Daraus entwickelte sich das Briefträgerwesen. Schon in einer Postordnung von 1710 wird der Briefträger benannt. Seit 1712 wurden in Berlin den Empfängern die Briefe ins Haus bestellt. Die Briefe mussten zur Abholung im Posthaus eine Zeitlang bereitgehalten werden und wurden erst nach Ablauf einer Frist ausgetragen. Von der Zustellgebühr bezahlte der Postmeister seine Briefträger. Für einen Schein (damit wurde die Ankunft von Wertsendungen und Paketen gemeldet) waren gewöhnlich 6 Pfennig, für einen Brief im Ort 3 Pfennig und in die Vorstädte 6 Pfennig zu zahlen.
Das Portotax-Regulativ von 1824 legte das Zustellgeld für Briefe bis 16 Lot (≈250 g) auf 1⁄2 Silbergroschen (Sgr.), für schwerere Briefe, Scheine (bei Wertsendungen) und Adressen (bei Paketen) mit 1 Sgr. fest und verrechnete sie zur Postkasse. Einen Stadtpostdienst gab es ab 1810 in Bayern, 1827 in Preußen und in Württemberg 1844 (unter Thurn und Taxis). Sachsen verbot 1856 überall da einen Ortsdienst, wo die Post einen solchen unterhielt, während Württemberg, Bayern und Preußen den Privatunternehmen freie Hand ließen.
Nach dem Reglement von 1852 war die Post verpflichtet, gewöhnliche und eingeschriebene Briefe, Paketadressen (Begleitbriefe zu gewöhnlichen Paketen) sowie Scheine zu Wertsendungen und Ablieferungsscheine für Briefe mit Bareinzahlung, zuzustellen. Durch Postgesetz von 1862 wurde das Ortsbriefzustellgeld aufgehoben für Drucksachen, portofreie Briefe und für die übrigen freigemachten Briefe, 1864 auch für nicht freigemachte gebührenpflichtige Briefsendungen. In Bayern waren die Verhältnisse ähnlich, auch hier wurde vom Bestellgeld der Bote bezahlt. Die Ortssendungen aber wie gewöhnliche Fernbriefe austaxiert.
In Württemberg wurde ein Zustellgeld von 1 Kreuzer erhoben, welches auch zu zahlen war, wenn der Brief abgeholt wurde. Dies Zustellgeld wurde 1851 mit der zweiten Übernahme in den Staatsbetrieb aufgehoben. Ortsbriefe wurden wie Fernbriefe austaxiert. Preußen (seit 1852), Braunschweig (seit 1863) und Hamburg hatten im Gegensatz zu anderen Verwaltungen auch ein Rabattsystem für größere Mengen von Ortsbriefen, die gleichzeitig freigemacht am Schalter eingeliefert wurden. In Berlin hielt sich diese Regelung bis 1875.
Die private Ortsbeförderung wurde zum 1. April 1900 im Reichsgebiet verboten.

## Monopolstellung der Briefzustellung

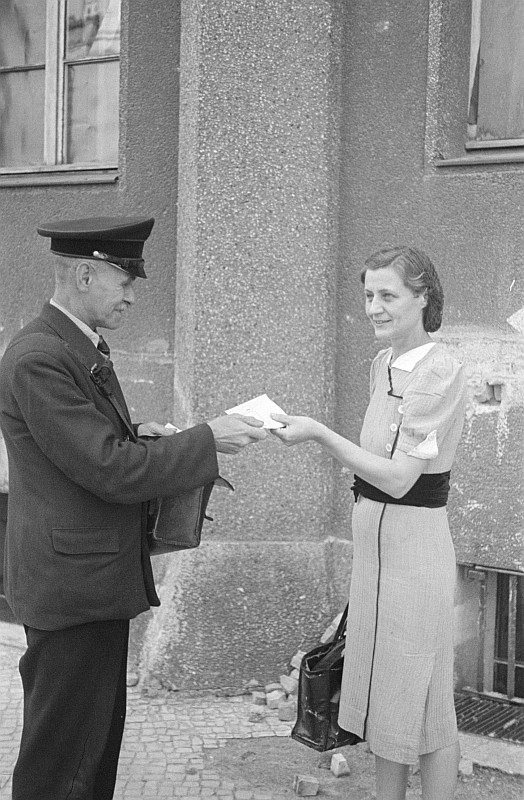
Briefzustellung, September 1945

Im Deutschen Reich wurde ab 1. April 1900 die Briefzustellung zum Monopol der Reichspost erklärt. Diese Monopolstellung hielt sich über gut einhundert Jahre und wurde von der Deutschen Bundespost und der Deutschen Post der DDR sowie nach der Privatisierung von der Deutschen Post AG bis zur Liberalisierung des Postmonopols wahrgenommen.
Eine besondere Gebühr für Ortsbriefe gab es in der DDR und West-Berlin bis zum 1. Juli 1990.

## Heutige Situation

### Briefaufgabe und Zustellungsarten
Die Briefaufgabe erfolgt in den deutschsprachigen Staaten und vielen Ländern der EU entweder per Abholung beim Absender, durch Abgabe in einer Poststelle (Postfiliale, Postagentur) oder durch Einwurf in einen Briefkasten. Danach erfolgt die Abholung und Überbringung zu einem Zustellstützpunkt bzw. Briefzentrum, dort werden die Postsendungen nach Leitregionen sortiert und gehen an die zuständigen Zustellstützpunkte bzw. Briefzentren. Hier erfolgt dann die Verteilung an die einzelnen Zusteller, die die Sendungen in ihrem Einzugsgebiet verteilen. Falls dies nicht möglich ist, hat die Deutsche Post AG in Marburg eine Briefermittlungsstelle.
Die von der Post insgesamt benötigte Zeit wird als Postlauf bezeichnet.

### Entwicklung der staatlichen Monopole
Seit der Liberalisierung des Marktes in Deutschland (schrittweise Aufhebung des Postmonopols seit 1991, am 31. Dezember 2007 Aufhebung des Briefzustellmonopols) dürfen auch private Postunternehmen in Deutschland die Zustellung von Briefen und Paketen vornehmen.
Weitere EU-Länder mit im Jahr 2008 bereits liberalisiertem Postmarkt sind Finnland, Großbritannien, die Niederlande und Schweden.
In Österreich sollte die Öffnung bis zum 1. Januar 2011 erfolgen. Das gleiche Datum galt für die EU-Staaten Belgien, Bulgarien, Dänemark, Estland, Frankreich, Irland, Italien, Portugal, Slowenien und Spanien.
Die EU-Staaten Griechenland, Lettland, Litauen, Luxemburg, Malta, Polen, Rumänien, Slowakei, Tschechien, Ungarn, Zypern hatten bis 1. Januar 2013 Zeit, ihre Postmonopole vollständig abzuschaffen und Voraussetzungen für private Zustelldienste zu schaffen.
In der Schweiz wurde das Postmonopol am 22. Oktober 2008 weiter abgeschwächt, indem nun privaten Zustellern auch das Befördern von Briefen ab 50 Gramm erlaubt ist. Davor lag die Grenze bei 100 Gramm.
In den USA besteht weiterhin ein vollständiges Briefbeförderungsmonopol für die U.S. Mail. Die Paketzustellung ist dagegen vollständig privatisiert. Hausbriefkästen sind in den USA oft nur für den Postboten der USPS zugänglich.
Das ebenfalls staatliche Postunternehmen Russlands arbeitet dagegen seit Jahren defizitär. Im Jahr 2006 lagen die Verluste bei 2,5 Mrd. Rubel (damals etwa 68 Mio. Euro), 2007 bei 3,9 Mrd. Rubel (etwa 105 Mio. Euro). Der Hauptgrund für die Verluste liegt bei den staatlicherseits künstlich niedrig gehaltenen Tarifen für die Postdienstleistungen, so dass nur die Hälfte der Kosten durch Einnahmen gedeckt werden können. Von der Postspitze gibt es Pläne für eine Umwandlung des Staatsunternehmens in eine staatliche Aktiengesellschaft und den Wunsch nach Tariffreiheit. Die langen Zustellzeiten der Potschta Rossii von zehn Tagen und länger gelten mittlerweile als ein ernstes Wirtschaftshemmnis, da dadurch etwa der Versandhandel stark behindert wird.